# Antonio Arcari
Antonio Arcari (Pralboino, 8 de maio de 1953) é um diplomata e prelado italiano da Igreja Católica pertencente ao serviço diplomático da Santa Sé.

## Biografia
Foi ordenado presbítero em 11 de junho de 1977, pelo bispo de Brescia, Luigi Morstabilini. O Papa João Paulo II concedeu-lhe em 23 de setembro de 1980 o título honorário de capelão de Sua Santidade.
Licenciado em direito canônico, ingressou no serviço diplomático da Santa Sé em 1 de maio de 1982 e, posteriormente, trabalhou nas representações pontifícias na República Centro-Africana, Estados Unidos, Bolívia, Irlanda, Croácia, Albânia e Peru.
Em 18 de julho de 2003, o Papa João Paulo II o nomeou núncio apostólico em Honduras, sendo consagrado como arcebispo titular de Cæciri em 20 de setembro, na Catedral de Santíssima Assunção de Brescia, por Angelo Sodano, Cardeal Secretário de Estado, coadjuvado por Giulio Sanguineti, bispo de Brescia e por Bruno Foresti, arcebispo emérito de Brescia.
Em 12 de dezembro de 2008, foi transferido pelo Papa Bento XVI para a nunciatura apostólica em Moçambique. Em 7 de dezembro de 2009, assinou o acordo entre a Santa Sé e Moçambique, acordo ratificado em 2012, que passou a regular, entre outros, o estatuto jurídico e o regime fiscal da Igreja Católica no país.
Em 5 de julho de 2014, o Papa Francisco o nomeou núncio apostólico na Costa Rica.
Em 25 de maio de 2019, foi transferido para a nunciatura apostólica em Mônaco. Em 16 de maio de 2023, o Papa Francisco aceitou sua renúncia como núncio em Mônaco. Com a renúncia, Arcari aproveitou a oportunidade prevista no Regulamento das Missões Pontifícias para que os representantes diplomáticos da Santa Sé se aposentassem aos 70 anos.
É fluente, além do italiano nativo, em inglês, francês e espanhol.